# Simbali jezik
Simbali jezik (ISO 639-3: smg; asimbali), jedan od šest jezika istočnonovobritanske podskupine baining, kojim govori svega oko 390 ljudi (2004 SIL) na poluotoku Gazelle u Papui Novoj Gvineji, provincija East New Britain.
U upotrebi je i jezik mali [gcc], kojim govori pleme različito od etničke grupe Baining.

## Vanjske poveznice
- Ethnologue (14th)
- Ethnologue (15th)